# Justice League: Cry for Justice
Justice League: Cry for Justice è una serie limitata di fumetti composta da sette numeri. Scritta da James Robinson e illustrata da Mauro Cascioli, è stata pubblicata dalla DC Comics nel 2009. La storia segue le avventure di una squadra di Leaguers veterani, composta da Starman (Mikaal Tomas), Congorilla, Freddy Freeman, l'Atomo (Ray Palmer), e Supergirl (Kara Zor-El), guidata da Lanterna Verde (Hal Jordan) e Freccia Verde. Questo gruppo di eroi parte alla ricerca di un alleato in grado di agire in nome della giustizia, a seguito delle apparenti morti di Batman e Martian Manhunter durante gli eventi di Crisi Finale.

## Storia della pubblicazione
Nel 2008, al Wizard World di Los Angeles, James Robinson e Mauro Cascioli annunciarono una nuova serie della Justice League. Robinson dichiarò che questa serie avrebbe trattato della "giustizia che cerca giustizia; piuttosto che rispondere alle emergenze, lasciando che i problemi si presentassero e agendo in modo quasi completamente reattivo". Robinson rivelò che la squadra sarebbe stata composta da un assassino e che la storia sarebbe stata collegata alla Crisi Finale.
Robinson spiegò che "Hal Jordan ha deciso di mettere insieme una squadra proattiva, che inseguirà l'equivalente della lista dei più ricercati dall'FBI, a volte in paesi stranieri, a volte attraverso il tempo. È un gruppo eclettico, composto da membri già affermati e da qualche personaggio insolito che ho voluto inserire". Aggiungeva inoltre che "la differenza è che la Justice League of America parla della League, del tema della famiglia, mentre questa serie si concentra sulla giustizia. Si tratta di coinvolgere anche i cattivi"..
Fu poi annunciato, durante un'intervista a Robinson, che la serie originariamente programmata sarebbe stata trasformata in una miniserie di sette numeri, il primo dei quali sarebbe stato pubblicato il 1º luglio 2009.

## Prefigurazione da serie precedenti
In Final Crisis: Requiem, Hal Jordan e Oliver Queen riflettono sulle conseguenze del fatto che l'assassino di J'onn sia ancora a piede libero. Lo scrittore Peter Tomasi ha dichiarato che «la morte di J'onn avrà delle ripercussioni... con la rabbia e la furia incanalate da uno dei pezzi grossi, come Hal Jordan».
In Justice League of America vol. 2 n. 31, Hal Jordan e Oliver Queen ebbero una discussione con Black Canary, moglie di Oliver e attuale presidente della Justice League, riguardo alla formazione di questa "nuova League".

## Trama
Dopo un acceso litigio con gli altri membri della Justice League riguardo alla consegna dei criminali alla giustizia, Lanterna Verde e Freccia Verde lasciano la squadra per andare alla ricerca dei criminali appartenenti alla Società Segreta. Ray Palmer e Ryan Choi si alleano per sconfiggere Killer Moth e ottenere informazioni sul furto di alcune tecnologie di Ray. Dopo essere stato torturato da Palmer, Killer Moth rivela che la persona che lo aveva ingaggiato era Prometheus. Starman (Mikaal Tomas) viene distratto dalla morte del suo compagno Tony, ucciso in un attacco da parte di criminali nei Laboratori S.T.A.R.; nel frattempo, in Africa, Congorilla piange la perdita della sua tribù e la morte di Freedom Beast.
Starman e Congorilla decidono di incontrarsi per dare la caccia a L'Ombra. In Central City, Jay Garrick si incontra con l'Atomo e Shazam (ex Capitan Marvel Jr.) per indagare sul furto della tecnologia del tapis roulant cosmico dal Museo di Flash. Lanterna Verde e Freccia Verde sconfiggono il gruppo di criminali guidati da Prometheus, per poi essere raggiunti da Ray Palmer, Shazam e Supergirl.
Lanterna Verde, Freccia Verde e Atomo iniziano a interrogare Prometheus, ma presto si accorgono che si tratta di Clayface sotto mentite spoglie. Realizzano di essere caduti in una trappola nel momento in cui una bomba esplode. Nel frattempo, nel suo quartier generale, Prometheus si vanta con I.Q. di avere in mente un piano più grande di quanto i suoi nemici possano immaginare. Successivamente, Prometheus rivela di aver ucciso anche alcuni membri dei Guardiani del Globo, tra cui Diavolo della Tasmania, Gloss e Sandstorm.
Freddy Freeman riesce a salvare i ragazzi dalla bomba di Clayface che, rendendosi conto di aver bisogno di assistenza, si rivolgono alla Justice League of America. Al suo ritorno a casa, Jay Garrick scopre che L'Ombra lo stava aspettando per parlargli. Nel frattempo, Congorilla e Starman si mettono alla ricerca di Animal Man per chiedere aiuto.
Sul Satellite della JLA, mentre la squadra discute con Lanterna Verde e Freccia Verde, arriva il Guardiano portando con sé un dispositivo recuperato a Metropolis, che si rivela essere un teletrasportatore. Improvvisamente, Freccia Rossa fa irruzione nella stanza con il braccio destro amputato: i compagni si precipitano ad aiutarlo, mentre Supergirl si scaglia contro chi lo ha ferito, ovvero Shazam.
Shazam si rivela essere Prometheus che, grazie al suo computer, capace di collezionare tutte le debolezze di ogni persona, mette fuori combattimento ogni singolo membro della Justice League; mentre Prometheus si fa strada verso il computer della JLA per completare il suo obiettivo, L'Ombra decide di affrontarlo. Prometheus viene messo in difficoltà poiché non riesce a trovare informazioni riguardanti L'Ombra, un ex criminale diventato eroe. L'Ombra riesce a trattenerlo abbastanza da permettere a Donna Troy, sebbene ferita, di metterlo fuori combattimento e quasi ucciderlo, ma L'Ombra decide di fermarla. Prometheus rivela che tutto era stato fatto per ferire gli eroi: ha installato dispositivi in ogni città che possono attraversare spazio e tempo, lasciando le persone vive ma perdute. Dice loro che consegnerà l’ubicazione di ogni singolo dispositivo se lo lasceranno andare. Quando Freccia Verde si rifiuta, Prometheus afferma di aver già iniziato il conto alla rovescia e che Star City è il primo obiettivo ad attivarsi.
Quando gli eroi giunsero a Star City, la città era già nel caos: a causa di un malfunzionamento del dispositivo di Prometheus, invece di trasportare Star City in un'altra dimensione, parte della città fu distrutta. Tra le macerie, Freccia Verde trovò il corpo di Lian, la figlia di Freccia Rossa, rimasta schiacciata sotto un edificio. In tutto il paese, i vari eroi non riuscirono a disattivare i dispositivi. Con il tempo che stava per scadere, Freccia Verde decise di lasciar andare Prometheus, che allora spiegò loro come spegnere i dispositivi e si teletrasportò via.
Poco dopo gli eventi di La Notte Più Profonda, Prometheus si trovava nel suo nascondiglio a pianificare le prossime mosse quando, sentendo un rumore, si voltò e vide Freccia Verde, che gli scoccò una freccia in mezzo agli occhi, uccidendolo all'istante.

## Seguiti
Si disse che l'intera miniserie fosse un preludio all'ingresso dello stesso James Robinson come nuovo sceneggiatore del fumetto Justice League of America.
Justice League: The Rise and Fall fu pubblicato nel marzo 2010, insieme a una miniserie di quattro numeri intitolata Justice League: The Rise of Arsenal.
Una storia tratta da Freccia Verde vol. 4 nn. 31 e 32 (2010), chiamata "La Caduta di Freccia Verde", mostrò alcune ramificazioni. Una nuova serie di Freccia Verde fu lanciata sotto l'etichetta di Nel Giorno Più Splendente nell'agosto 2010.
Successivamente, Robinson scrisse un volume auto-conclusivo intitolato 'Starman/Congorilla', pubblicato nel gennaio 2011, che vide la resurrezione del Diavolo della Tasmania dopo la sua morte per mano di Prometheus.

## Raccolta
La serie è stata raccolta in un volume cartonato di 232 pagine intitolato Justice League: Cry for Justice (giugno 2010, ISBN 1-4012-2567-5).

## Accoglienza
Anche se le illustrazioni ottennero l'approvazione, la critica fu severa nei confronti della sceneggiatura di Robinson, in particolare per quanto riguarda i dialoghi e la caratterizzazione dei protagonisti. Il numero conclusivo suscitò inoltre una forte controversia, principalmente a causa dei disegni e delle morti di alcuni personaggi, in particolare Lian Harper. Nonostante l'accoglienza contrastata, James Robinson fu nominato per il premio Miglior Scrittura, mentre Mauro Cascioli ottenne, nel 2010, una candidatura all'Eisner Award, anche se nessuno dei due vinse il premio.